# 직망
직망(直望, ? ~ ?) 또는 직견(直堅), 직팽조(直彭祖)는 전한 중기의 제후로, 남양군 사람이다. 어사대부 직불의의 손자이다.

## 행적
원삭 3년(기원전 126년), 아버지 직상여의 뒤를 이어 새후(塞侯)에 봉해졌다.
원정 5년(기원전 112년), 주금을 법도에 맞지 않게 헌납한 죄로 작위가 박탈되었다.

## 출전
- 사마천, 《사기》 권19 혜경간후자연표·권103 만석장숙열전
- 반고, 《한서》 권19하 백관공경표 下·권46 만석위직주장전

| 선대 아버지 새강후 직상여 | 전한의 새후 기원전 125년 ~ 기원전 112년 | 후대 (봉국 폐지) |